# 4-(Indol-3-yl)buttersäure
4-(Indol-3-yl)buttersäure (IBA) ist ein in Pflanzen natürlich vorkommendes Phytohormon aus der Gruppe der Auxine. Die Säure ist ein hellgelber Feststoff mit der chemischen Formel C12H13NO2. Sie wurde aus Mais und Weiden isoliert.

## Gewinnung und Darstellung
4-(Indol-3-yl)buttersäure kann durch Erhitzen von Indol, γ-Butyrolacton und Natriumhydroxid hergestellt werden. Aus dem als Zwischenprodukt entstandenem Natriumsalz wird die freie Säure durch Ansäuern gebildet.

## Verwendung
4-(Indol-3-yl)buttersäure wird als Bewurzelungshormon und Wachstumsregulator bei Pflanzen verwendet.

## Zulassung
Indolyl-Buttersäure ist seit den 1960er Jahren in den USA zugelassen.
Mit Wirkung zum 1. Juni 2011 erlaubte die EU-Kommission die Anwendung von Indolyl-Buttersäure als Wachstumsregler bei Zierpflanzen. In einer Reihe von Staaten der EU, so auch in Deutschland und Österreich, nicht aber in der Schweiz, sind Pflanzenschutzmittel mit diesem Wirkstoff im Handel.